# あなたの女
『あなたの女』（あなたのおんな、原題：당신의 여자）は、2013年に韓国のSBSで放送された連続テレビドラマである。全120話。最高視聴率は12.9％。

## あらすじ
６年前の交通事故で記憶をなくしたユジョンは、夫のジング、息子のジュニと幸せに暮らしていた。そんなある日、ジングが失踪する。ジングの行方を捜すユジョンは、マンボク食品副社長のジョンフンと出会う。ジョンフンは何故かユジョンを「ウンス」と呼ぶのだった。
７年前、ウンスはマンボク食品で働いていた際にジョンフンと知り合い、親密な仲になった。しかし社長のドンヨンは、ウンスが孤児院出身であり、また妹のセヨンがジョンフンに恋心を抱いていたため、ジョンフンとウンスを別れさせようとする。だがウンスは別れようとしない。そこでドンヨンは、ウンスを事故に見せかけて殺害しようとした。その実行犯がジングだった。ウンスは一命は取り留めたものの、記憶を失ってしまった。ジングはウンスを救出し、ユジョンという名前を与えて一緒に暮らすようになった。やがてウンスは男の子を出産したが、それはジョンフンの子供だった。
ジョンフンと再会したユジョンは、少しずつ記憶を取り戻していった。ある日、ジョンフンの叔母でマンボク食品商品開発チーム長のドンヒは、偶然ユジョンの作った弁当を目にする。そしてユジョンに弁当を注文することになった。やがてユジョンは事故に遭う前の記憶を取り戻し、ウンスとしてマンボク食品で弁当の開発に携わることになる。
やがてウンスは６年前の事故の真犯人がジングだと知り、ジングの家を出てジュニと二人で暮らすことになった。そんなある日、幼稚園の遠足に出かけたジュニがセヨンに誘拐される。そしてセヨンが目を離したすきに、ジュニが車にひかれてしまう。ジュニは生死の境をさまようが、ウンスとジングの看護の甲斐あって意識を取り戻していった。
ウンスはドンヒの紹介で、ヒョヌがオーナーを務めるレストランで働くことになった。ウンスはいきなり失敗して辞めさせられかけたが、その後信頼を得ていく。
ドンヨンは父親の元部下から、父親を死に追いやったのがマンボクだと聞かされ、セヨンとともに復讐を誓う。セヨンはマンボクの秘密金庫に隠されていた裏帳簿を盗み出し、それに気づいたマンボクはショックで倒れてしまった。
ジョンフンはジングとデグの協力を得て、ドンヨンの不正の証拠を掴んだ。一方でジングは、６年前の事件の罪を償うために自首することを決める。追い詰められたドンヨンは、逃走中に事故に遭い、死亡する。セヨンはショックのあまり、飛び降り自殺を図るが、ウンスはそれを制止した。そしてセヨンはウンスの説得に応じて、ジュニ誘拐の罪で自首する。そして刑務所で不当な扱いを受けるが、それによって自分がウンスに対してしてきたことに気づいた。
そしてジョンフンは、ウンスにプロポーズする。

## 登場人物
イ・ウンス(オ・ユジョン)
演 - イ・ユリ
幼い時に母親と生き別れになり、孤児院で育つ。
自動車事故にあって記憶を失い、その後はオ・ユジョンとして生きる。やがて少しずつ記憶を取り戻していき、さまざまな困難に立ち向かいながら、シェフとして成功を収めていく。
自分を貶めようとするセヨンに憎悪感を抱いていくが、その一方で母親としてあるべき姿を諭していき、飛び降り自殺を図ろうとしたセヨンを制止した。
最終話ではジョンフンのプロポーズを受け入れる。
カン・ジョンフン
演 - パク・ユンジェ
マンボクグループ会長の息子で、マンボク食品副社長。
恋人のウンスが事故で死んだと思い絶望するが、偶然出会ったユジョンがウンスだと確信し、彼女に一途な愛を貫き通す。
ナ・ジング
演 - イム・ホ
ウンスの夫。
母親の手術費用と弟のトラブルの示談金のために、やむなくウンス殺害の実行犯を引き受けるが、未遂に終わると記憶を失くしたウンスにユジョンという名前を与えて一緒に暮らすようになる。
終盤では弟のテグとともにドンヨンの不正を暴くためにジョンフンに協力するが、その後ウンス殺害未遂の罪で自首し、服役する。
最終話では店の常連客の女性からチョコをプレゼントされる。
ミン・セヨン
演 - パク・ヨンリン
ジョンフンの婚約者。
ジョンフンがウンスと再会すると、ウンスに憎悪の念を抱くようになる。
ヒョヌとの間に生まれたソラを当初は疎ましく思っていたが、やがて母親らしく接するようになる。
終盤ではジュニを誘拐した罪で服役する。その時の経験からそれまでのウンスに対する態度を反省し、出所後は娘の名前をつけた「ソラ弁当」の販売を始める。
ミン・ドンヨン
演 - イ・ビョンウク
セヨンの兄で、マンボク食品の社長。
両親を失くした後は妹のセヨンだけが生きがいとなり、そのためジョンフンと結婚したいというセヨンの希望をかなえるためにウンスを殺害しようとする。
一方でマネーロンダリングのために美術品を買い集めており、その事実がジョンフンたちによって明るみになると、逃走中に事故に遭い死亡する。
カン・マンボク
演 - チョン・ハニョン
ジョンフンの父で、マンボクグループ会長
ウンスが孤児院出身であるため、ジョンフンとの結婚に反対し、ウンスを殺害するようにドンヨンに指示する。
裏帳簿を作成しており、それが盗まれたことがわかるとショックで倒れ、やがて死亡する。
マ・パルスン
演 - イ・ミヨン
ジョンフンの母。
マ・ドンヒ
演 - ノ・ヒョニ
パルスンの妹で、マンボク食品の商品開発チーム長。
姉のパルスンとは年齢が離れているため、年齢的にはウンスやジョンフンたちに近い。
ウンスの弁当を見かけた時からウンスの才能に気づいており、協力する。
パク・スンジャ
演 - ユン・ミラ
ジング、デグの母親。
マンボクの家で家政婦として働くようになるが、パルスンの幼馴染だったことがわかり、その後は友人として接する。また、マンボクの初恋の人だったことから餅店を与えられて経営を任せられる。
孫だと思っていたジュニが他人だとわかり失望するが、最終話でドンヒに子供ができたために喜ぶ。
ナ・デグ
演 - キム・ホチャン
ジングの弟。歌手志望。
ひょんなことからドンヒと知り合い、恋人のふりをしたことをきっかけに本当に交際するようになる。
終盤ではジョンフンの秘書としてマンボク食品に入社し、ドンヨンの不正を暴くために活動する。
ナ・ジュニ
演 - チョン・ヒョンソク
ウンスの息子。
チ・ヒョヌ
演 - ユ・ハジュン
有名なシェフでレストランのオーナー。
ウンスをシェフとして雇用し、協力する。
セヨンの元恋人で、セヨンとの間に娘ソラがいる。
イ・キョンソン
演 - イ・ジナ
ヒョヌの養母。
実はウンスの母親。
ハン・ソラ
演 - カン・ジウ
ヒョヌとセヨンの娘。

## 放送データ
- 放送局 - SBS
- 放送回数 - 120話
- 放送期間 - 2013年2月18日～2013年8月2日
- 放送時間 - 月～金 午前8時30分～9時10分
- 視聴率
  - 第１話　9.2％
  - 最終話　11.3％
  - 平均　10.2％
  - 最高　12.9％ (第113話)

　　(ニールセンコリア)